# 自由民主改革グループ
自由民主改革グループ（Liberal, Democratic and Reformers' Group）は、欧州評議会における議員会議グループのひとつである。欧州諸国の自由主義政党所属国会議員約90名から成る。
現在の議長は、スペインのJordi Xuclà i Costa。